# 29837 Savage
29837 Savage è un asteroide della fascia principale. Scoperto nel 1999, presenta un'orbita caratterizzata da un semiasse maggiore pari a 3,0064243 UA e da un'eccentricità di 0,0992202, inclinata di 10,38990° rispetto all'eclittica.